# Nodosigmoilina
Nodosigmoilina es un género de foraminífero bentónico considerado un sinónimo posterior de Brenckleina de la subfamilia Asteroarchaediscinae, de la familia Archaediscidae, de la superfamilia Archaediscoidea, del suborden Fusulinina y del orden Fusulinida. Su especie tipo era Eosigmoilina rugosa. Su rango cronoestratigráfico abarcaba el Dinantiense (Carbonífero inferior).

## Discusión
Algunas clasificaciones más recientes hubiesen incluido Nodosigmoilina en el Suborden Archaediscina, del Orden Archaediscida, de la Subclase Afusulinana y de la Clase Fusulinata.

## Clasificación
Nodosigmoilina incluía a las siguientes especies:
- ‘‘Nodosigmoilina rugosa †
- ‘‘Nodosigmoilina rugosus †